# Whisky a Go Go
Whisky a Go Go é um clube noturno histórico em West Hollywood, Califórnia, na 8901 Sunset Boulevard no trecho da Sunset Strip, localizado no canto esquerdo da North Clark Street em frente a North San Vicent Boulevard. É por vezes catalogada como uma das primeiras discotecas dos Estados Unidos.
Ao lado do Roxy Theatre, é considerado um ponto de referência do rock e da vida noturna de Hollywood.
Embora o clube seja rotulado como discoteca, por vezes há atuação de bandas de rock ao vivo. O clube tem sido o ponto de partida para bandas e artistas como The Stooges, Alice Cooper (que gravou um álbum ao vivo em 1969), The Doors, No Doubt, System of a Down, The Byrds, Buffalo Springfield, Steppenwolf, Van Halen, Johnny Rivers, Led Zeppelin, KISS, Guns N' Roses, AC/DC, Linkin Park e Mötley Crüe. Os Doors chegaram a ser banda da casa, até serem despedidos por tocarem à canção "The End".

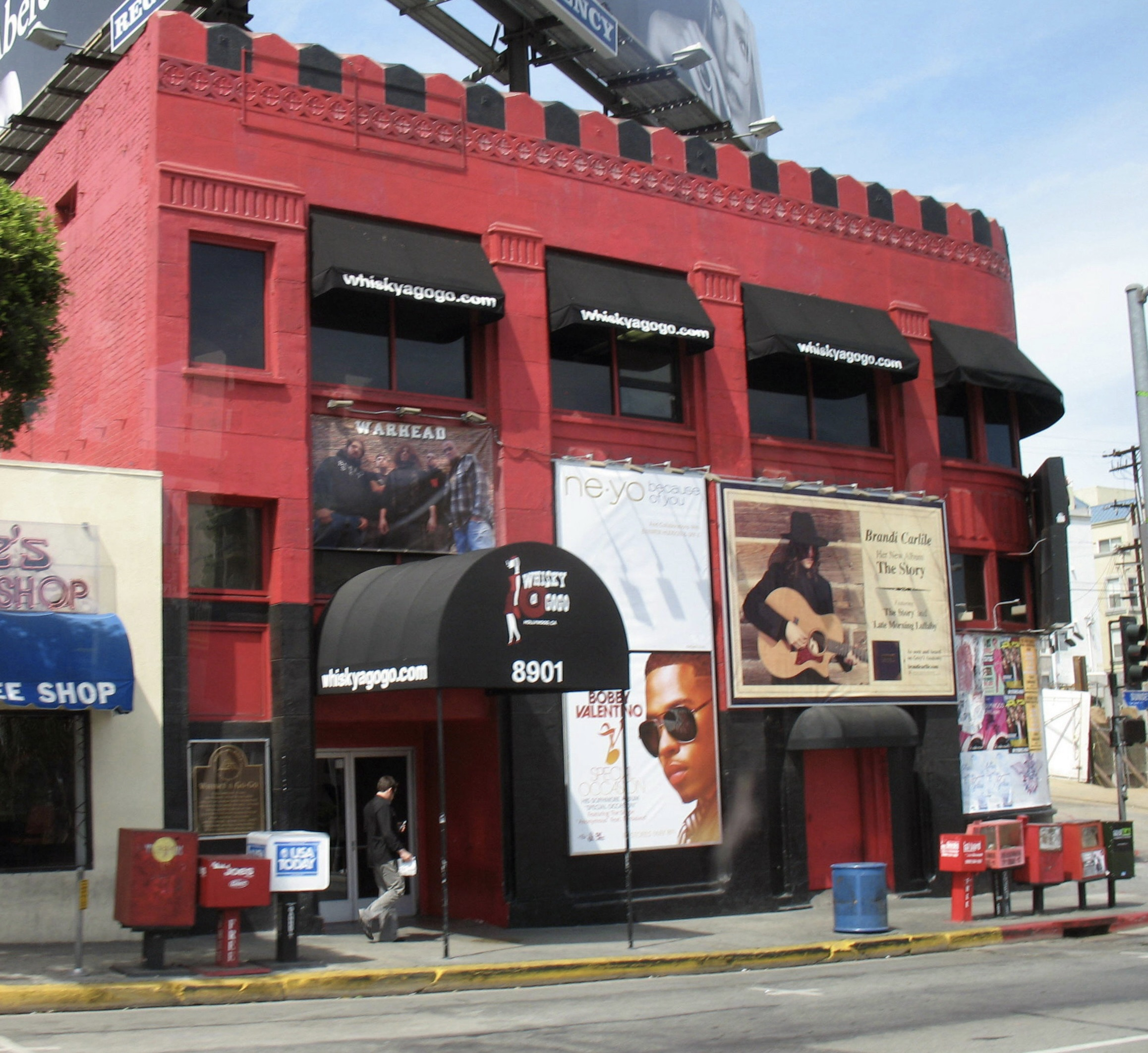
Whisky a Go Go em 2007

Em 2006, o local foi introduzido no Hall da Fama do Rock and Roll.